# Mario Pilar
Mario Pilar (Grenoble, 1927. szeptember 7. –) francia színész.

## Pályafutása
1958-ban debütált a mozivásznon a Louis de Funès főszereplésével készült Itt a gyémánt, hol a gyémánt?-ban. Ezután főként francia produkciókban szerepelt, 1972-ben a Cosa Nostra – A Valachi-ügy című gengszterfilmben tűnt fel. 
Bud Spencer és Terence Hill filmjeiben többnyire negatív szerepeket játszott: ő volt Csonkakezű a Piedone, a zsaru (1973), vagy Menendez a Fordítsd oda a másik orcád is! (1974) című filmekben.

## Filmjei
- 1958: Itt a gyémánt, hol a gyémánt?, r. André Hunebelle : Manuel, pincér
- 1959: Les Trois Mousquetaires, tévéfilm, r. Claude Barma : a rendőrkapitány helyettese
- 1959: En votre âme et conscience televízió, r. Jean Prat
- 1959: Les Motards (film), r. Jean Laviron
- 1959 : Macbeth (film), tévéfilm, r. Claude Barma : az első gyilkos
- 1959 : Marie Stuart (téléfilm, 1959) (Friedrich Schiller ötfelvonásos drámája alapján), tévéfilm, r. Stellio Lorenzi : tiszt
- 1960 : Les nymphettes, r. Maurice Delbez : Mario
- 1961 : Les Perses, tévéfilm, r. Jean Prat
- 1961 : Flore et Blancheflore, tévéfilm, r. Jean Prat : Félix király udvarmestere
- 1962 : Escale obligatoire, tévéfilm, r. Jean Prat : a reptéri irányítótorony rádiósa
- 1962 : La nuit des rois, tévéfilm, r. Claude Barma
- 1964 : Rocambole televízió, r. Jean-Pierre Decourt : Osmanca
- 1964 : Tout ce que vous demanderez, tévéfilm, r. Jean-Paul Carrère
- 1965 : Morgane ou le prétendant, tévéfilm, r. Alain Boudet
- 1965 : Mer libre, tévéfilm, r. Jean Kerchbron
- 1966 : Illusions perdues, televízió, r. Maurice Cazeneuve
- 1966 : Le Chevalier d'Harmental, televízió, r. Jean-Pierre Decourt : Cellamare hercege
- 1967 : Antoine et Cléopâtre, tévéfilm, r. Jean Prat : Scarius
- 1968 : Les Enquêtes du commissaire Maigret, r. Claude Barma : Babin
- 1969 : Fortune, televízió, r. Henri Colpi : Vallejo tábornok
- 1969 : A viharlovag (Le chevalier Tempête), televízió, r. Yannick Andréi : Alonzo
- 1970 : Le service des affaires classées televízió, r. Jacques Armand : Thonon komisszár
- 1971 : La Dame de Monsoreau, televízió, r. Yannick Andréi : Aurilly
- 1971 : Romulus le Grand, tévéfilm, r. Marcel Cravenne
- 1972 : Sötét Torino (Torino nera), r. Carlo Lizzani : Vanni Mascara
- 1972 : Cosa Nostra - A Valachi-ügy (The Valachi Papers), r. Terence Young : Salierno
- 1972 : A császár kémje (Schulmeister, espion de l'empereur), televízió, r. Jean-Pierre Decourt : Malet tábornok
- 1972 : La Filière (Afyon oppio), r. Ferdinando Baldi : Ibrahim
- 1973 : L'éducation sentimentale, televízió, r. Marcel Cravenne : spanyol férfi
- 1973 : A keresztapa másik arca (L'altra faccia del padrino), r. Franco Prosperi : Tartaglioni
- 1973 : Piedone, a zsaru (Piedone lo sbirro), r. Steno : Antonino Percucco "Csonkakezű"
- 1974 : Ítélet (Verdict), r. André Cayatte : Joseph Sauveur
- 1974 : Impossible... pas français, r. Robert Lamoureux
- 1974 : Fordítsd oda a másik orcád is! (Porgi l'altra guancia), r. Franco Rossi : Menendez
- 1975 : Les Rosenberg ne doivent pas mourir, tévéfilm, r. Stellio Lorenzi : Parker
- 1976 : Zsoldoskatona (Il Soldato di ventura), r. Pasquale Festa Campanile : Solomone da Cavorà
- 1976 : Le Berger des abeilles, tévéfilm, r. Jean-Paul Le Chanois : Numa, a pap
- 1977 : Kedves feleségem (Cara sposa), r. Pasquale Festa Campanile
- 1977 : Peter Voss, le voleur de millions (Peter Voss, der Millionendieb), r. Peter Lodynski
- 1979 : Joséphine ou la comédie des ambitions, televízió, r. Robert Mazoyer
- 1980 : La Vie des autres televízió, r. Jean-Pierre Desagnat : Mikhael
- 1980 : La Vénus d'Ille, (Prosper Mérimée regényíró elbeszélése alapján), tévéfilm, r. Robert Réa : l'Espagnol
- 1982 : L'Indiscrétion, r. Pierre Lary : luis
- 1984 : Le Scénario défendu, tévéfilm, r. Michel Mitrani : Cabrijto ezredes
- 1984 : A hetedik célpont (La 7ème cible), r. Claude Pinoteau : Roissy alkalmazottja
- 1986 : Léon Blum à l'échelle humaine, televízió, r. Pierre Bourgeade : Blumel
- 1988 : Az óriási nyomozó - A hamisítvány (Il professore Fanciulla che ride), r. Steno : Leo Voltera
- 1996 : J'ai échoué, r. Philippe Donzelot

Bud Spencer és Terence Hill filmekben
- 1972 : Sötét Torino
- 1973 : Piedone, a zsaru
- 1974 : Fordítsd oda a másik orcád is!
- 1976 : Zsoldoskatona
- 1988 : Az óriási nyomozó - A hamisítvány